# Paragehyra
Paragehyra is een geslacht van hagedissen dat behoort tot de gekko's (Gekkota) en de familie Gekkonidae.

## Naam en indeling
De wetenschappelijke naam van de groep werd voor het eerst voorgesteld door Fernand Angel in 1929. Er zijn vier soorten, inclusief de pas in 2014 beschreven soorten Paragehyra austini en Paragehyra felicitae.
De geslachtsnaam Paragehyra betekent vrij vertaald 'dichtbij (het geslacht) Gehyra', vanwege de gelijkenis met de gekko's uit dit geslacht.

## Verspreiding en habitat
De hagedissen komen voor in delen van Afrika en leven endemisch in Madagaskar. De habitat bestaat uit droge tropische en subtropische bossen, vochtige tropische en subtropische laaglandbossen en rotsige omgevingen.

## Beschermingsstatus
Door de internationale natuurbeschermingsorganisatie IUCN is aan twee soorten een beschermingsstatus toegewezen. Paragehyra gabriellae wordt beschouwd als 'bedreigd' (Endangered of EN) en Paragehyra petiti staat te boek als 'kwetsbaar' (Vulnerable of VU).

## Soorten
Het geslacht omvat de volgende soorten, met de auteur en het verspreidingsgebied.
| Naam                  | Auteur                                                                             | Vernoemd naar             | Verspreidingsgebied              |
| --------------------- | ---------------------------------------------------------------------------------- | ------------------------- | -------------------------------- |
| Paragehyra austini    | Crottini, Harris, Miralles, Glaw, Jenkins, Randrianantoandro, Bauer & Vences, 2014 | Austin O’Malley           | Madagaskar                       |
| Paragehyra felicitae  | Crottini, Harris, Miralles, Glaw, Jenkins, Randrianantoandro, Bauer & Vences, 2014 | Dr. Felicity O’Malley     | Zuidelijk en centraal Madagaskar |
| Paragehyra gabriellae | Nussbaum & Raxworthy, 1994                                                         | Gabriellà Raharimanana    | Zuidelijk Madagaskar             |
| Paragehyra petiti     | Angel, 1929                                                                        | Louis Petit (1856 – 1943) | Zuidwestelijk Madagaskar         |